# Passionaria
Passionaria è un album pubblicato nel 2000 della cantante Leda Battisti, con etichetta della Epic Records.

## Descrizione
Prodotto da Mario Lavezzi, Passionaria è il secondo album di Leda Battisti. Si tratta di un concept album nel quale ognuno degli 11 brani inediti racconta, in musica, una passione o uno stato d'animo legato alla tematica dell'amore (magia, desiderio, virtualità, nostalgia, ossessione, ecc.). Pur conservando un sound latino si nota, rispetto all'album di debutto, una virata verso sonorità più pop ed elettroniche. Da questo lavoro vengono estratti i singoli: Blue moon babe (pubblicato in estate prima dell'uscita del disco), Looking for mail, Cadabra e L'eccitazione.

## Tracce
1. Cadabra (L. Battisti) – 3:55
2. Amami (L. Battisti) – 3:31
3. Blue moon babe (L. Battisti - G. Bonanni) – 4:04
4. Looking for mail (L. Battisti) – 3:24
5. Love in San Francisco (L. Battisti) – 3:54
6. L'eccitazione (L. Battisti) – 3:49
7. Tu nel Sahara (L. Battisti) – 3:46
8. Un giorno, un'ora, un minuto solo (L. Battisti) – 4:05
9. Santa (L. Battisti) – 3:22
10. Mi dispiace (L. Battisti - G. Bonanni) – 3:44
11. Il tuo respiro (L. Battisti - G. Bonanni) – 3:50

## Formazione
- Leda Battisti – voce, cori, chitarra classica, chitarra elettrica
- Francesco Morettini – tastiera, programmazione
- Toti Panzanelli – chitarra acustica, chitarra elettrica
- Cesare Chiodo – basso
- Alfredo Golino – batteria
- Bruno Zucchetti – tastiera, programmazione
- Giancarlo Porro – sax

## Curiosità
Dopo la pubblicazione di questo album Passionaria diverrà anche il soprannome col quale i fan inizieranno ad identificare Leda Battisti.